# 疎開道路
疎開道路（そかいどうろ）は、第二次世界大戦中に空襲による延焼防止を目的に建物を疎開させ敷設・拡幅された道路。東京都荒川区、大阪市、横浜市と福岡市博多区に通りの愛称として名前が残っている。

## 荒川区の疎開道路
通称「疎開通り」。東尾久6-17先から東尾久1-1先明治通りまでの区道、約1360メートル。整備後、公式な愛称が「尾久の原防災通り」と決まる。

## 大阪の疎開道路
現在の大阪市道上新庄生野線の内、東成区中道(森ノ宮公団住宅前交差点)から生野区桑津2丁目交差点までのことを指す。国鉄城東線（現大阪環状線）の京橋駅から鶴橋駅にかけて、沿線の東側は大阪砲兵工廠とそれに関連する職工町が広がっており、元々は稲作か綿作をおこなう田畑が広がる一帯であったが、大正から昭和にかけての大大阪時代に急速に宅地化が進んだ地域であった。
この区間は当初、大恐慌以降の経済対策の一環として、大阪市の第三次都市計画事業街路中道桑津線(幅員11m)として昭和12年3月に認可を受けて計画されたものであるが、既に住宅密集地となっており用地買収には難渋が予想され、手付かずであった。
しかし、第二次世界大戦中の1944年2月末より、この計画をそのまま転用して防火空地帯として建物が強制的に疎開され、道路として供用されることになった。その工事は、戦時中ということもありかなり急速に進展したようで、1944年3月末に開始した撤去工事が5月10日には完成している。

## 横浜の疎開道路

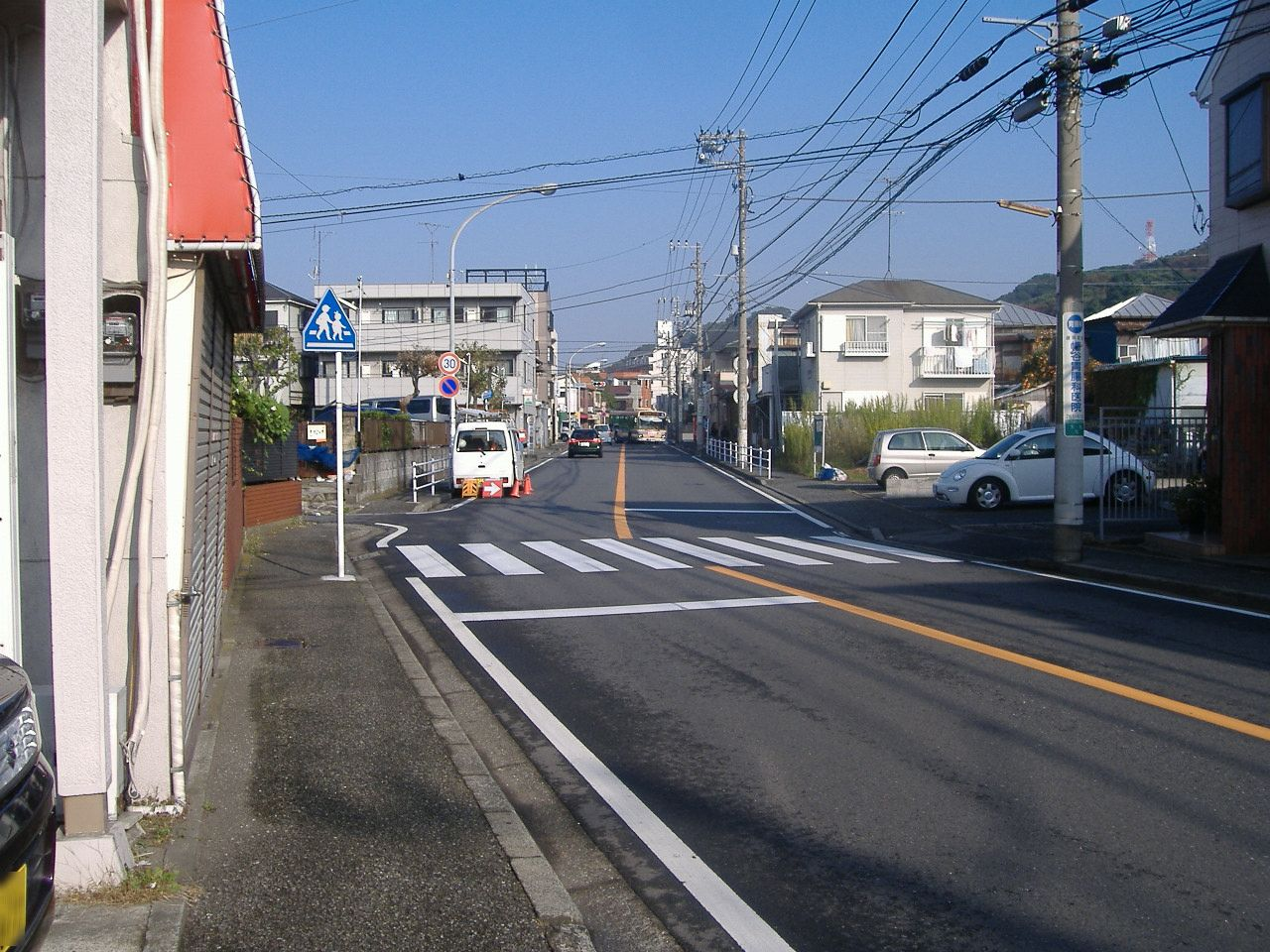
根岸疎開道路

第二次世界大戦中の1944年1月、建物疎開の推進を目的に、横浜市に臨時疎開課が設けられた。同年4月に都市疎開事業の第1次指定が行われ、鶴見区で工場周辺の民家の除却が実施された。都市疎開事業は第1次から第10次指定まで行われたが、そのうちの第6次指定で、磯子区の堀割川下流近くの160戸の建物疎開と幅員8mの消防道路45か所が指定された。実際に横浜大空襲の際には延焼防止や住民の避難・消火活動に役割を果たした。現在まで愛称が残っているのは下記の5本で、坂下・磯子橋通と地名の付かない疎開道路は堀割川と交差し、根岸・滝頭疎開道路はそれぞれ堀割川の左岸・右岸で川に並行する。
- 根岸疎開道路 馬場町 - 原町、900m
- 坂下疎開道路 滝頭二丁目 - 坂下町、500m
- 滝頭疎開道路 丸山二丁目 - 中浜町、800m
- 疎開道路 久木町 - 中浜町、350m
- 磯子橋通疎開道路 下町 - 西町、770m

## 福岡の疎開道路
福岡市博多区の御供所地区にある道路愛称。戦争直前の1945（昭和20）年、米軍の空襲を予想した福岡市が着手した。6町にわたり約600メートルの長さの横断道路造りだった。
 ウィキメディア・コモンズには、福岡の疎開道路に関するカテゴリがあります。